# Innocent Venus
Innocent Venus (яп. イノセント・ヴィーナス, укр. Невинна Венера) — японський анімаційния науково-фантастичний телесеріал, випущений студією Brain's Base. Вперше транслювався по телеканалу WOWOW з 16 липня по 15 грудня 2006 року. При створенні серіалу частково була використана графіка сел-шейдингу. Серіал був ліцензований компанією ADV Films у 2007 році для показу на території США (за $ 120,000). 11 липня 2008 року компанія оголосила, що припиняє випуск аніме на DVD виданнях.

## Сюжет
Дія відбувається у футуристичному 2010 році. Внаслідок гігантських ураганів і багатьох інших чинників, 5 мільярдів людей були знищені, США, Росія і Європа покрилася льодом. Найменше постраждала Японія, проте в країні виникла потужна класова сегрегація, елітний прошарок суспільства — логос стали контролювати всі ресурси країни, створивши особливі зони, вони також керують левінасами, представниками нижчого класу, які ледве зводять кінці з кінцями і живуть у спеціально відведених для них гетто. Левінасам також заборонено знаходиться у спеціальних зонах, тому серед бідних гуляють сепаратистські настрої, були утворені бойові групи, який ведуть боротьбу проти логосів.
Тепер держава полює на дівчинку на ім'я Сана, яка володіє унікальними здібностями, їй допомагатиме молодий хлопець на ім'я Дзін, а пізніше й інші союзники.

## Список персонажів
Сана Нобуто (яп. 登戸沙那)
Сейю: Надзука Каорі: Головна героїня і таємнича дівчинка, яка не пам'ятає про своє минуле. Її захищає Дзьо і Дзін, при черговій спробі втекти від військових сил. Сана дуже прив'язана до Дзіна, і одночасно боїться Дзьо. Самі Дзьо і Дзін є дезертирами елітного підрозділу «Фантом» і тому їх розшукують разом з Саною. У міру розвитку сюжету, Сана все ближче підходить до розгадки свого минулого, і хто вона така.
Дзьо Кацурагі (яп. 葛城　丈, Дзьо Кацурагі)
Сейю: Нодзіма Кендзі: Молодий чорнявий хлопець, небагатослівний, але одночасно володіє смертельними бойовими здібностями. Нещадно і з «легкістю» вражає ворога. Дзін є першим напарником, з яким він вжився, оскільки попередні або самі йшли через страх до Дзьо, або були вбиті ним самим. Через недавні події лояльно ставиться до Дзіна і навіть захищає його. Незважаючи на те, що Сана боїться Дзьо, він дуже дорожить нею і прагне завжди захищати дівчинку.
Дзін Цурасава (яп. 鶴沢　仁, Дзін Цурасава)
Сейю: Сакурай Такахіро: Молодий світловолосий хлопець, син політичного діяча, був раніше партнером Дзьо в підрозділі «Фантом». Виконує роль лідера групи головних героїв, захищаючи Сану і направляючи Дзьо. За характером дуже позитивний, чарівний і амбітний, не використовує «силу гладіатора», як Дзьо, однак теж є сильним бійцем. Приховує темну таємницю від головних героїв.
Гора (яп. ごら)
Сейю: Янагі Наокі: Вуличний підліток, якого підібрав Дзін як охоронця, проте є ненадійним товаришем, Сану зазвичай називає принцесою.
Торадзи Сиба (яп. 司馬虎二)
Сейю: Хідео Ісікава: Капітан команди піратів Ісін, носить найрозкішніші піратські костюми і кімоно, пов'язане в неправильний бік. Незважаючи на свій незвичайний характер і стиль одягатися, смертельно небезпечний у бою. В минулому пов'язаний з підрозділом «Фантом» і знає про нього більше, ніж здається.
Максимус Дрейк (яп. マキシマス・ドレイク, Макісімасу Дорейку)
Сейю: Окава Тору: Головний лиходій історії і командир елітного підрозділу «Фантом», має надмірно велику владу через що деякі чиновники намагаються підірвати його плани.
Ренні Вікро (яп. レニー・ヴィクロー, Рені Вікуро)
Сейю: Тойоґуті Меґумі: Другий командир після Максимуса, вона дуже холодна і жорстока жінка, отримує величезне задоволення, коли зриває плани сепаратистів, знищуючи їх. Дуже добре стріляє і може вражати ціль на великих відстанях. Між нею й іншими членами «Фантома» існують дивні стосунки.
Стів (яп. スティーブ, Сутібу)
Сейю: Кента Міяке: Третій командир після Максимуса і Ренні. Сам лисий і має татуювання на обличчі. Зразковий солдат «Фантома». Може також бачити чітко грань між поганим і хорошим, і виявляти співчуття.
Кінг Ланг (яп. 青狼, Кінг Ланг)
Сейю: Дзюн Фукуяма: Наймолодший член «Фантома», під час бою використовує карти таро, і отримує величезне задоволення, коли перед боєм читає фортуни, наговорюючи на ворогів смерть. Здатний з великої відстані відчувати порох.

## Список серій аніме
| #  | Назва                      | Дата виходу |
| -- | -------------------------- | ----------- |
| 01 | Ад «Нараку» (奈落)         | 2006-07-26  |
| 02 | Безумство «Коюкі» (凶気)   | 2006-08-02  |
| 03 | Пірати «Вако» (倭寇)       | 2006-08-09  |
| 04 | Вторгнення «Сюурай» (襲来) | 2006-08-16  |
| 05 | Комбо «Рендан» (連弾)      | 2006-08-23  |
| 06 | Хвилювання «Босо» (暴走)   | 2006-09-13  |
| 07 | Стратегія «Сакубо» (策謀)  | 2006-09-20  |
| 08 | Втрата «Сьосіцу» (喪失)    | 2006-09-27  |
| 09 | Допомога «Кюусай» (救済)   | 2006-10-04  |
| 10 | Рішення «Кецуй» (決意)     | 2006-10-11  |
| 11 | Красота «Бідзін» (美神)    | 2006-10-18  |
| 12 | Мир «Секай» (世界)         | 2006-10-25  |

## Критика
Згідно з думкою представника Innocent Venus, серіал нічим не примітний і схожий на шоу: зруйнований світ, класова сегрегація і жорстока держава, яка полює на дівчинку (з унікальними здібностями і повною амнезією) і звичайно ж палкий нічим не примітний вуличний хлопчисько, який прагне всім допомогти, хіба не знайомий сюжет? Всі герої дуже стереотипні, починаючи від головних героїв, до жорстокої жінки-командира і лиходія-психопата з китайськими очима, який вбиває картами. Сюжет являє собою солянку бойових кліше і екзотичних термінів, запозичених, ймовірно, з латинської мови. Однак тут є і свої плюси, зокрема відсутні затяжні діалоги між персонажами, глядачеві вдається і без слів зрозуміти, що відбувається.

## Музика
Відкриття
- «Noble Roar» виконує: Йосей Тейкоку

Кінцівка
- «Brand New Reason» виконує: Fleet